# Akademie Praxis und Wissenschaft
Die Akademie Praxis und Wissenschaft (APW) wurde 1974 von der Deutschen Gesellschaft für Zahn-, Mund- und Kieferheilkunde (DGZMK) gegründet.
Ihre Aufgabe ist die Konzipierung und Organisation einer weiterführenden Fortbildung für Mitglieder der DGZMK. Als deren Tochter kommt die APW
ihrem Auftrag, das aktuelle Wissen aus der Hochschule in die Praxis zu tragen, nach. Dem Namen getreu erfolgt der Wissenstransfer aber
auch von der Praxis in die Hochschule. Zwar haben neuen Strukturen der Fort- und Weiterbildung unter dem Aspekt der Qualitätssicherung
im Lauf der 35 Jahre ihres Bestehens einen erheblichen Wandel der Veranstaltungsangebots der APW bewirkt, dennoch genießt sie in der
Zahnärzteschaft als Mittlerin zwischen Wissenschaft und Praxis weiter hohes Ansehen.

## Gründungsphase
Im Oktober 1973 erklärte der Präsident der Deutschen Gesellschaft für Zahn-, Mund- und Kieferheilkunde (DGZMK) Rudolf Naujoks im Rahmen der Hauptversammlung, dass der Vorstand an der Gründung einer Fortbildungsorganisation arbeite und beauftragte ein Gremium mit der Konzeptionierung. Am 24. April 1974 (100. DGZMK-Jahrestagung) kündigte die DGZMK auf einer Pressekonferenz offiziell die Gründung der „Akademie Praxis und Wissenschaft“ (APW) an, die als Tochterorganisation die „gezielte und systematische Fortbildung des praktischen Zahnarztes auf wissenschaftlicher Basis“ organisieren sollte. Eine Arbeitsgruppe aus den Mitgliedern Werner Hahn (Kiel), Horst Cochanski (Kiel), Ralf Mutschelknauss (Stuttgart), Alexander Gutowski (Schwäbisch Gmünd), Till Jung (Hannover), Werner Ketterl (Mainz), Karl Palmen (Cuxhaven), Ernst-Helmut Pruin (Bremen) und Günther Wunderling (Pyrmont) erarbeitete ein qualifizierendes, kontinuierliches Fortbildungskonzept, das den aktuellen Wissensstand der Zahn-, Mund- und Kieferheilkunde vermitteln sollte. Mit der ersten Leitung der APW wurde per Vorstandsbeschluss der DGZMK vom 23. April 1974 Wunderling (federführend), Cochanski, Hahn, Pruin und Manfred Straßburg beauftragt.
Am 3. Oktober 1974 startete die erste Kursserie. In einem Grundkursprogramm über zunächst zehn Wochenendkursen (später zwölf) pro Fachbereich durchlaufen Gruppen von jeweils 20 Zahnärzten im Zeitraum von zwei Jahren einen Fortbildungszyklus – das „Curriculum Allgemeine Zahnheilkunde“ –, das für viele Jahre das erfolgreiche und oft kopierte erste kontinuierliche Fortbildungskonzept der APW werden sollte. Bereits 1975 konnte der DGZMK-Präsident Rudolf Naujoks auf der Jahrestagung verkünden: „Es wurden Energien frei, die der Förderung neuer oder bisher im Hintergrund gebliebener Spezialgebiete und Aufgaben unseres Faches nutzbar gemacht werden konnten. Hierbei denke ich an das von uns kreierte und mit großem Erfolg seit einem Jahr praktizierte Fortbildungssystem der Akademie Praxis und Wissenschaft, das auch international als mögliches Modell für moderne zahnärztliche Fortbildung mit großem Interesse beobachtet wird“. 1976 verzeichnete die APW bereits 304 feste Teilnehmer und 700 Interessenten, die nach Durchlaufen der zweijährigen Serie zu den ersten „Mitgliedern“ der Akademie Praxis und Wissenschaft ernannt werden – 1997 waren es 2088 Zahnärzte, die die Grundserie abgeschlossen hatten und damit Mitglieder der APW wurden.

## Vom Grundkurs zur Zertifizierung
Bis 1998 stellte der Grundkurs mit je einem Kurswochenende pro Fachbereich die einzige Kursserie der APW dar. In Folgekursen (Continuum) konnten die Teilnehmer ihr Wissen ergänzen und vertiefen. Der erste „APW-Tag“ im Rahmen der Jahrestagung der DGZMK wurde 1979 etabliert und hatte das Thema „Das Gesicht des kranken Menschen“. 5 Jahre später (1984) besuchen mehr als 600 Teilnehmer diese Veranstaltung. Bedingt durch die wissenschaftliche Weiterentwicklung in den verschiedenen Bereichen der Zahnmedizin wird ab Mitte der 90er Jahre der Ruf nach fachspezifischen, spezialisierenden Fortbildungsserien größer. Die APW zeigt hier als erste Fortbildungseinrichtung Profil und startet in Absprache mit den Fachgesellschaften der Deutschen Gesellschaft für Implantologie (DGI) 1988 das erste Implantologie Curriculum. Es folgen in neun verschiedenen Fachdisziplinen spezialisierende Curricula, die inhaltlich von den kooperierenden Fachgesellschaften ausgestaltet und von der APW organisiert und durchgeführt werden. Neben den Serien in der Implantologie, Parodontologie, Prothetik, Restaurative Zahnheilkunde und Endodontie etablieren sich erfolgreiche Serien in der Kinderzahnheilkunde, der Funktionslehre, der Ästhetischen Zahnheilkunde, der Psychosomatik in der Zahnmedizin und der Alterszahnmedizin.
Fachspezifische Curricula werden seither in enger Absprache mit den Fachgesellschaften in der DGZMK durchgeführt. Und diese wiederum vergeben an die Teilnehmer nach erfolgreichem Abschluss ein Zertifikat, das eine anerkannte Qualifizierung in dem jeweiligen Fachgebiet darstellt. Die Zertifikate der Fachgesellschaften werden von vielen Landeszahnärztekammern als Grundlage für einen „Tätigkeitsschwerpunkt“ auf dem jeweiligen Gebiet anerkannt. Um der sich ständig weiterentwickelnden Zahnheilkunde, der damit verbundenen Wissensvermehrung und der Qualitätssicherung in der Zahnmedizin gerecht zu werden, bietet die APW Einzelkurse an, die wie alle Fortbildungsveranstaltungen nach den Leitsätzen der Bundeszahnärztekammer (BZÄK), der Deutschen Gesellschaft für Zahn-, Mund- und Kieferheilkunde (DGZMK) und der Kassenzahnärztlichen Bundesvereinigung (KZBV) mit Fortbildungspunkten bewertet werden. Der Nachweis von mindestens 50 Fortbildungspunkten jährlich wird vorausgesetzt, um nach fünf Jahren und insgesamt 250 Fortbildungspunkten eine erworbene APW-Qualifikation beziehungsweise die APW-Mitgliedschaft durch ein Anschlusszertifikat bestätigen zu lassen. Der Nachweis von 150 Fortbildungspunkten nach mindestens drei Jahren berechtigt zur Erlangung des DGZMK-Fortbildungssiegels.

## Struktur der APW
Die Akademie Praxis und Wissenschaft wird von einem Geschäftsführenden Direktorium geleitet, dem niedergelassene Zahnärzte und Hochschullehrer angehören, um Praxis und Wissenschaft gleichermaßen in dem Führungsgremium zu verankern. Den Vorsitz hat laut Satzung ein niedergelassener Zahnarzt. Sein Vertreter wird aus der Mitte des Fachbeirats gewählt. Unterstützung findet das Geschäftsführende Direktorium im Fachbeirat (auch „großes Direktorium“ genannt), dem die Vertreter der an den Curricula mitwirkenden Fachgesellschaften angehören.

## APW-Vorsitzende
- 1974–1979 Günther Wunderling
- 1979–1981 Kurt Kreusser
- 1981–1985 Horst Cochanski
- 1985–1991 Günther Stoll
- 1991–1995 Hans-Jürgen Strott
- 1995–2003 Bernhard Fuchs
- 2003–2006 Günther Dhom
- 2006–2017 Norbert Grosse
- seit 2017 Markus Tröltzsch

## Organisatorische Durchführung
Die organisatorische Durchführung der Fortbildungsangebote der APW obliegt der Geschäftsstelle. Derzeit übernehmen Mitarbeiter am Sitz in Düsseldorf die Kurseinteilungen, Terminplanungen, Referentenabsprachen und finanzielle Abwicklung der Kurse und Seminare.

## Die APW heute
Die neuen Strukturen in der Fort- und Weiterbildung und die Anforderungen an die Qualitätssicherung in der Zahnmedizin stellen die APW vor neue Aufgaben, die sich auch in einem veränderten Fortbildungsangebot niederschlagen. Spezifische Veränderungen in der Berufsausübung durch aktuelle Gesetzgebungen und die Verschiebung in Richtung in eine zunehmende Feminisierung des Berufs haben z. T. schon Eingang in neue Fortbildungsinhalte gefunden. So gibt es eine Serie für Wiedereinsteiger („update“), die durch Babypause, Auslandsaufenthalte oder andere berufliche Unterbrechungen eine konzentrierte Wissensauffrischung in den großen Fachgebieten suchen. Mit Tagesveranstaltungen in den verschiedenen Regionen Deutschlands bietet die APW eine ausführliche Diskussion kontroverse Themen („APW-kontrovers“) oder stellt Lehrprogramme und Forschungsinhalte der regionalen Universitäten („APW meets Uni“) vor. Mit aktuellen Fachgebieten und besonders gut bewerteten Referenten werden die Tagungen von „APW select“ bestückt. Die APW ist mit einer eigenen Seite auf dem Onlineportal der DGZMK, „owidi-orales wissen digital“ vertreten. Damit reagiert die APW auf neue Anforderungen und Veränderungen in Lehre und Fortbildung. Eine Konzentration von Wissen, Forschung und Fortbildung soll damit online um das Fachgebiet der Zahnmedizin geschaffen werden.